# 小松川大橋

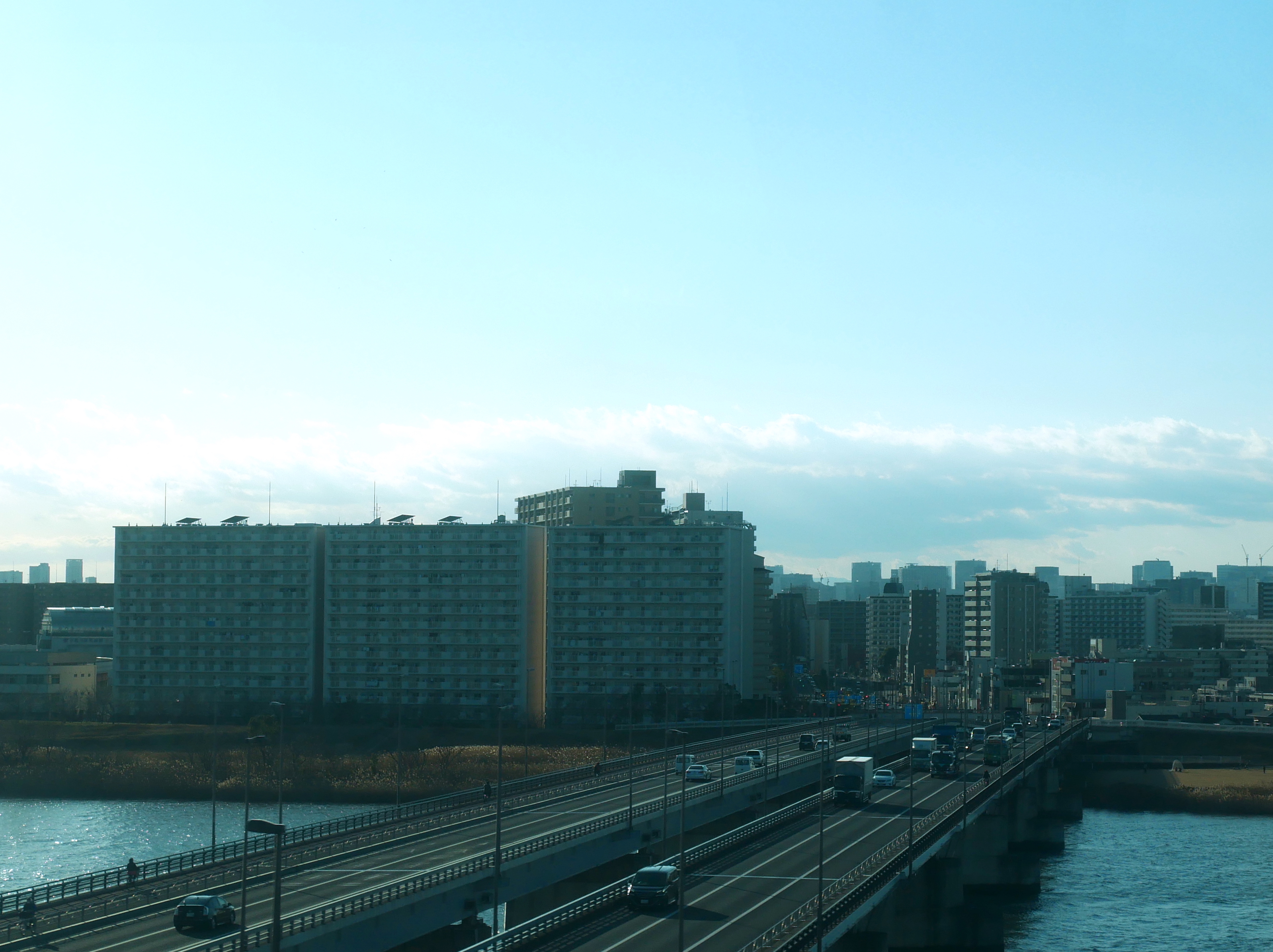
小松川大橋

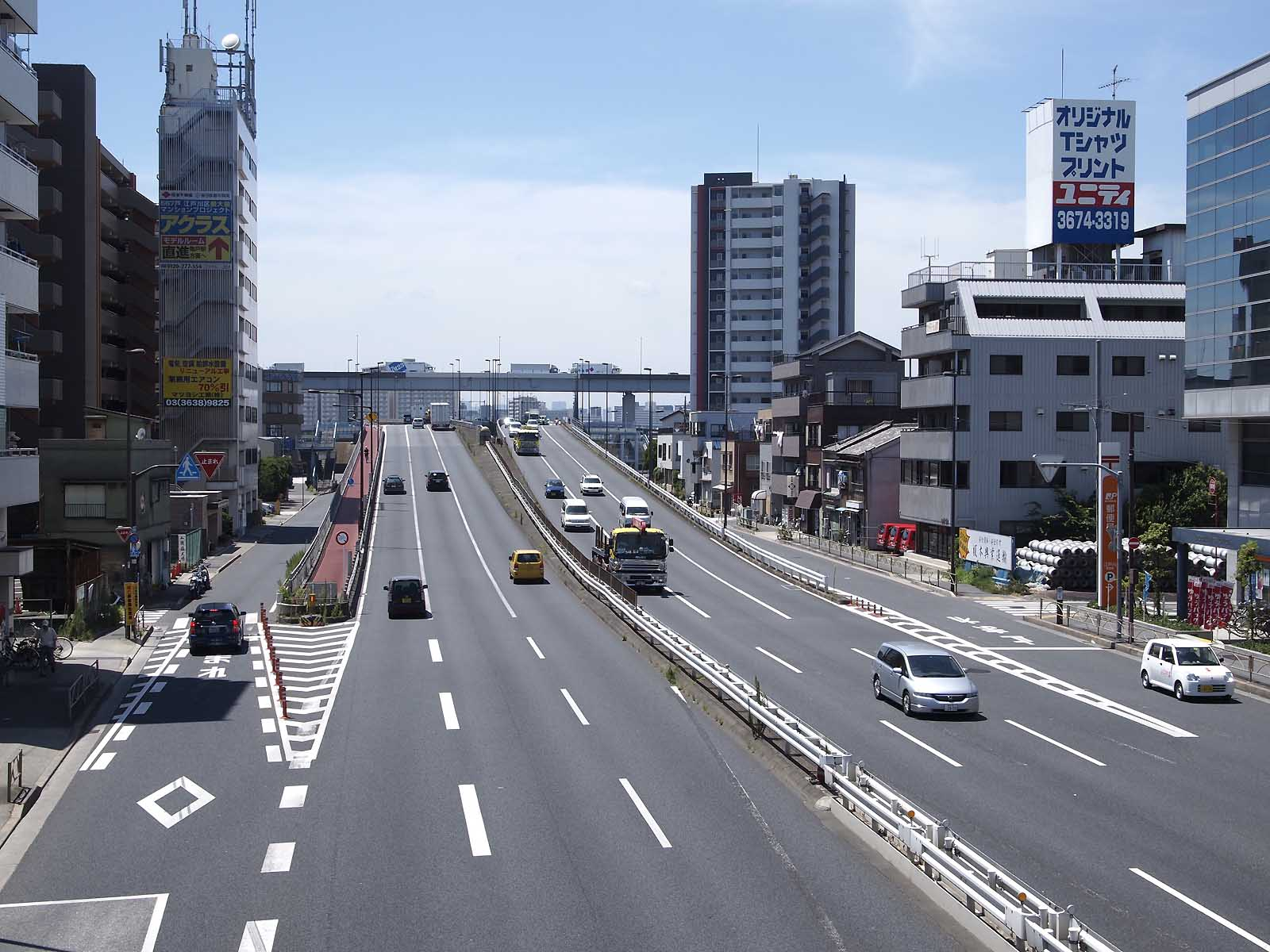
小松川警察署前の歩道橋から見た小松川大橋。上り線用の「新小松川大橋」は左側。

小松川大橋（こまつがわおおはし）は東京都江戸川区の荒川（荒川放水路）および中川に架かる国道14号（京葉道路）の橋である。小松川橋と呼ばれることもある。
下り線と上り線が方向別に架橋されており、後者は新小松川大橋と称されている。

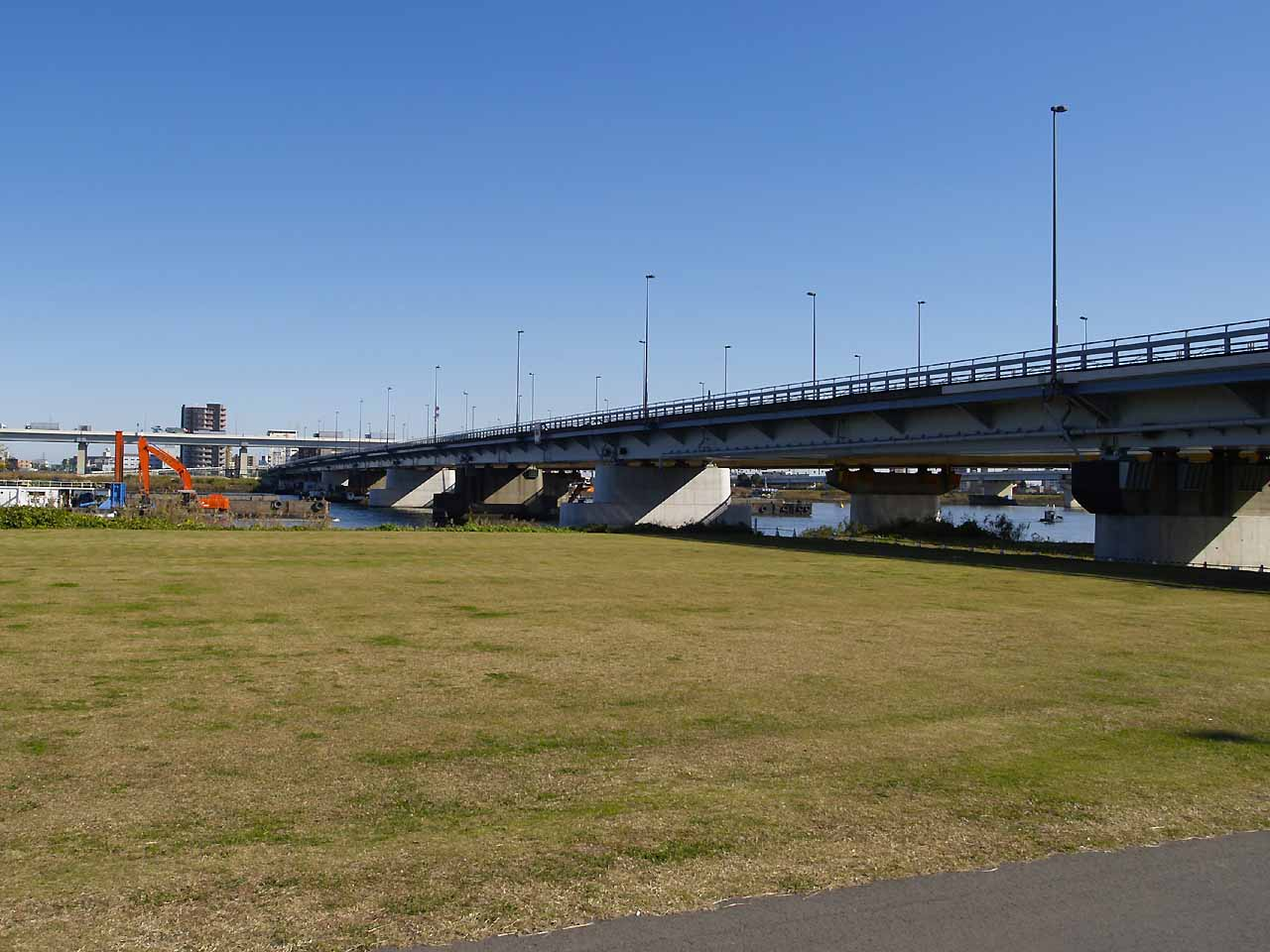
小松川大橋（河川敷より）

## 概要
荒川の河口から4.6 kmの地点に架かる橋で、左岸は江戸川区西小松川町と松島一丁目を分かち、右岸は江戸川区小松川四丁目に至る。すぐ下流側で荒川大橋が架かる首都高速7号小松川線と平行し、荒川と中川を隔てる背割堤で首都高速中央環状線の下をくぐる。
橋の全長は1969年（昭和44年）開通の小松川大橋は橋長698.6メートル、幅員15.25メートルの1等橋（TL-20）で、歩道は小松川大橋は上流側、新小松川大橋は下流側に設置されている。
橋の管理者は関東地方整備局 東京国道工事事務所で、災害時に防災拠点等に緊急輸送を行なうための、東京都の特定緊急輸送道路に指定されている。橋は前後のアプローチ区間も含め自転車の車道走行が禁止されており、その旨を示す道路標識も橋の入口に設置されている。

## 歴史

### 1922年の橋
橋は1924年（大正13年）10月通水を開始した荒川放水路の掘削に先駆けて1922年（大正11年）6月30日に小松川橋がRC（鉄筋コンクリート）橋脚を持つ木桁橋として開通した
。橋長489メートル、幅員6.4メートル。また、同時期に小松川小橋が中川に架けられた。橋長123メートル、幅員6.4メートル。架橋位置は現在の新小松川大橋の位置に架かっていた。

### 1941年の橋
1934年（昭和9年）11月小松川橋の下部工の建設に着手し、80万円の工費を投じて1937年（昭和12年）11月に完了し、引き続き上部工が建設され
総工費247万円を投じて
今までの橋の川上側に並行して永久橋として架け替えられて1941年（昭和16年）10月竣工され、小松川橋が開通した。竣工式は同年11月20日に川西實三東京都知事が参列する中橋詰にて行なわれた。橋長656メートル（荒川渡河区間500.9メートル、中川渡河区間130.45メートル、その他24.65メートル）、幅員18.0メートル（車道11.5メートル、歩道3.25メートル×2）、支間長54メートル。荒川低水路に架かる主径間は5連の鋼下路ブレースドリブタイドアーチ橋で、荒川高水敷および中川は共に単純鋼鈑桁橋（プレートガーダー）を有していて、当時として東洋一の規模の橋であった。上部工の施工は桜田機械（サクラダ）が担当した。また、橋脚である下部工は井筒基礎および杭基礎を使用していた。

### 1968年・1973年の橋
1968年（昭和43年）12月上り線となる新小松川大橋が今までの橋の川下側に並行して鋼連続箱桁橋として竣工され、1969年（昭和44年）4月8日開通した。橋長698.6メートル（荒川渡河区間529.1メートル）、幅員15.25メートル（内、歩道2.25メートル）。上部工の施工は宮地鉄工所（現、宮地エンジニアリング）が担当し、架設工法として手延式工法（送り出し工法）が採用された。旧橋は新小松川大橋の開通後は解体撤去された。
1973年（昭和48年）3月に下り線となる小松川大橋が旧橋の位置に新設され、開通した。

## 周辺
国道14号の橋の前後は4車線だったが、6車線化の拡幅事業が行なわれ、右岸側は2011年（平成23年）3月10日に完了している。
- 小松川運動公園 - 河川敷に所在
- 東京都立小松川高等学校
- 小松川図書館
- 江戸川区立小松川小学校
- 江戸川区立小松川第二小学校
- 小松川警察署
- 小松川緑地
- 江戸川区立松江第二中学校
- 江戸川区立第二松江小学校
- 江戸川郵便局
- 旧中川

## 隣の橋
- 荒川・中川

（上流） - 平井大橋 - 総武本線荒川橋梁 - 小松川大橋・新小松川大橋 - 荒川大橋 - 船堀橋 - （下流）